# Philippeville (huyện)
The Huyện Philippeville (tiếng Pháp: Arrondissement de Philippeville; tiếng Hà Lan: Arrondissement Philippeville) là một trong ba huyện hành chính ở tỉnh Namur, Bỉ.
Huyện hành chính Philippeville bao gồm các đô thị sau:
- Cerfontaine
- Couvin
- Doische
- Florennes
- Philippeville
- Viroinval
- Walcourt